# Théorie du faisceau
La théorie du faisceau  est une théorie métaphysique relative  à la nature fondamentale des objets et des personnes selon laquelle un objet (ou une personne) est constitué uniquement d’une collection  de propriétés, relations ou tropes organisés en faisceau. Cette thèse a émergé au XVIIIe siècle avec le philosophe écossais David Hume et s’est développée comme une position rivale de la théorie du substratum. Contrairement à celle-ci, en effet, la théorie du faisceau postule qu’il n’existe pas de substance ou substratum dans laquelle résideraient les propriétés.
Selon la théorie du faisceau, un objet se compose de ses propriétés et de rien de plus : il ne peut donc exister d'objet sans propriétés. À proprement parler, les substances — au moins celles qui peuvent être conçues indépendamment de leurs propriétés — n’existent pas. S’il existe des substances, c’est seulement au sens linguistique : un nom ou un sujet grammatical peut recevoir des prédicats, chacun d’eux désignant une propriété. D’après cette théorie, les substances n’ont donc d’existence que « nominale ». 

## Théorie du faisceau et identité personnelle
Les partisans de la théorie du faisceau nient l'existence des personnes en tant que substances pensantes ou sujets d'expérience. Selon la théorie du faisceau, ni l'unité de la conscience à un moment donné, ni celle d'une vie entière ne peuvent être expliquées en faisant référence à une personne. Il faut plutôt parler de longues séries d'états et d'événements mentaux différents – des pensées, des sensations, etc. – chaque série constituant ce que nous appelons une vie. 
Une vie est ainsi unifiée par différents types de relations causales, telles que les relations qui lient les expériences et les souvenirs ultérieurs les concernant. Chaque vie ou existence personnelle est donc comme un faisceau ou un fagot attaché par une ficelle. Ce sont les relations de causalité et de continuité (dans le temps et l’espace) entre certaines propriétés mentales qui maintiennent l’identité toute relative d’une personne.

## Arguments en faveur de la théorie du faisceau
La difficulté qu’il y a à concevoir ou à décrire un objet sans avoir également à concevoir ou décrire ses propriétés est une justification habituelle de la théorie du faisceau, en particulier parmi les philosophes actuels de la tradition anglo-américaine. Par exemple, penser à une pomme oblige aussi à penser à sa couleur, à sa forme, au fait qu'elle est un fruit, éventuellement à ses cellules, à son goût, etc. Ainsi, la pomme ne serait-elle rien de plus que la collection de ses propriétés.
Selon le philosophe David Armstrong, c’est à partir de la distinction opérée par Locke entre le substratum (le « je-ne-sais-quoi » de la chose) et les propriétés qui lui sont attachées que la théorie du faisceau prend sa source : puisque nous ne pouvons connaître une chose particulière sans ses propriétés, alors cette chose n’est qu’un faisceau de propriétés. Il reste alors à choisir entre, d’une part, une ontologie des universaux, pour laquelle chaque objet se distingue des autres par l’ensemble de ses caractéristiques communes (les universaux), et d’autre part, une ontologie des tropes, d’après laquelle chaque objet se distingue par ses propriétés particulières uniques (les tropes).

## Objections et critiques
La théorie du faisceau pose certains problèmes théoriques. Un premier groupe de difficultés concerne la relation de « coprésence » entre les propriétés (plusieurs propriétés étant présentes au même endroit et au même moment). Il semble en effet difficile de comprendre de quel type de relation il s'agit. Le second groupe de difficultés se rapporte à l'objection selon laquelle les propriétés ne sont pas assez substantielles pour donner lieu, par simple groupement, à des individus qui, eux, sont substantiels. Leur groupement serait condamné à demeurer une simple collection, non un individu. Ainsi, selon Martin :
Un objet n'est pas une simple collection de ses propriétés ou qualités comme l'est une foule qui se résume à la collection de ses membres, puisque chaque propriété d'un objet doit, pour exister, être possédée par cet objet. Les membres d'une foule n'ont pas besoin d'appartenir à cette foule pour exister.
C'est ce qui explique, pour Armstrong, que les théoriciens des tropes qui conçoivent les faisceaux de propriétés comme des faisceaux de tropes essaient de « façonner les tropes comme des entités plus substantielles ».

## Théorie du faisceau et bouddhisme
D’après Derek Parfit, le premier défenseur de la théorie du faisceau est Bouddha, qui a enseigné l’anatta, ou « conception du non-soi ». Cette conception s’applique aussi bien aux personnes qu’aux objets car seuls les éléments séparés existant par eux-mêmes possèdent ce que les bouddhistes appellent une « existence réelle ». Pour Bouddha, le soi ou la personne n’a d’existence que « nominale », au sens où il n’est qu’une combinaison d’éléments reliés à un mot. Il se serait ainsi exclamé :
Ô Frère, les actions existent, de même que leurs conséquences, mais la personne qui agit n’existe pas. Il n’y a personne pour rejeter cet ensemble d’éléments, et personne pour assumer un nouvel ensemble. Il n’y a pas d’Individu, ce n’est qu’un nom conventionnel donné à un ensemble d’éléments.

### Articles introductifs
- S. Candlish : Mind, Bundle Theory of, REP VI, 1998, pp. 382–385.
- A. Casullo : Bundle Theory. In: R. Audi (Hrsg.): The Cambridge Dictionary of Philosophy. Cambridge 1995/ 1999, p. 107.

### Livres
- David Hume (1738), Traité de la nature humaine, Livre I, chapitre IV.
- Derek Parfit (1984), Reasons and Persons (en)

- G. E. Bredon : Sheaf Theory. New York 1967, 2. Auflage. 1997.
- M. Kashiwara : Sheaves on Manifolds. Berlin/ New York 1990.
- J. A. Lees : Notes on Bundle Theory. Aarhus 1974.
- R. G. Swan : The Theory of Sheaves. Chicago III. 1964, 1968.
- B. R. Tennison : Sheaf Theory. Cambridge/ London/ New York 1975.

### Articles techniques
- S. L. Anderson : The Substantive Center Theory Versus the Bundle Theory dans Monist. 61 (1978), pp. 96–108.
- R. Aquila :  Mental Particulars, Mental Events, and the Bundle Theory dans Can. J. Philos. 9 (1979), pp. 109–120.
- D. Brooks :  Hume's Bundle Theory of the Mind dans South African J. Philos. 4 (1985), pp. 75–84.
- A. Casullo :  A Fourth Version of the Bundle Theory dans Philos. Stud. 54 (1988), pp. 125–139.
- R. W. Clark : The Bundle Theory of Substance dans New Scholasticism. 50 (1976), pp. 490–503.
- M. P. Fourman, C. J. Mulvey, D. S. Scott (édit.) : Applications of Sheaves. Proceedings of the Research Symposium on Applications of Sheaf Theory to Logic, Algebra, and Analysis, Durham  juillet 1977. Springer, Berlin/ New York 1979,  (ISBN 3-540-09564-0).
- M. Glouberman: A Stratified Bundle Theory dans Synthese. 42 (1979), pp. 379–410.
- K. Gyekye : An Examination of the Bundle-Theory of Substance dans Philos. Phenomen. Res. 34 (1973), pp. 51–61.
- C. Hughes : Bundle Theory from A to B dans Mind 108 (1999), pp. 149–156.
- C. S. Johnson : Hume's Theory of Moral Responsibility. Some Unresolved Matters dans Dialogue. 31 (1992), pp. 3–18.
- M. Losonsky : Individuation and the Bundle Theory dans Philos. Stud. 52 (1987), pp. 191–198.
- A. T. Nuyen : The Fragility of the Self. From Bundle Theory to Deconstruction dans J. Speculative Philos. 6 (1992), pp. 111–122.
- L. N. Oaklander : The Bundle Theory of Substance. In: New Scholasticism. 52 (1978), pp. 91–96.
- J. O'Leary-Hawthorne : The Bundle Theory of Substance and the Identity of Indiscernibles dans Analysis. 55 (1995), pp. 191–196.
- F. Orilia : Van Cleve, the Bundle Theory and Guise Theory dans Auslegung. 12 (1986), pp. 174–184.
- N. Pike : Hume's Bundle Theory of the Self. À Limited Defense dans Amer. Philos. Quart. 4 (1967), pp. 159–165.
- J. Van Cleve : Three Versions of the Bundle Theory dans Philos. Stud. 47 (1985), pp. 95–107.
- D. W. Zimmerman : Distinct Indiscernibles and the Bundle Theory. (PDF; 26kB), dans Mind. 106 (1997), pp. 305–309.